# ترمذ
 ترمذ مدينة مشهورة من امهات المدن تقع على مجرى نهر جيحون على الجهة الشرقية لجمهورية أوزبكستان، يحيط بها سور، وأسواقها مفروشة بالآجر.
من مشاهيرها: الإمام أبو عيسى محمد بن عيسى الترمذي صاحب الجامع الصحيح، أحد الأئمة في علم الحديث، وهو تلميذ الإمام البخاري، فتحها المسلمون في خلافة عبد الملك بن مروان، حكمها العرب والسلاجقة والمغول والأزابكة.
وتعد مدينة ترمذ أبان الفتوحات العربية الإسلامية لأقليم بلاد ما وراء النهر، تعد معقلا وحصنا للثائر والمتمرد موسى بن عبد الله بن خازم طيلت سنوات طويلة، أعجز فيها الجيوش الأموية وخانات الأتراك من استعادتها منه، وكان معه عدد من المتمردين والثائرين العرب على الخلافة الأموية  وولاتهم في خراسان، حتى قُتل فيها عام 85 هـ.

## المناخ
يظهر الجدول التالي التغييرات المناخية على مدار السنة لترمذ:
| البيانات المناخية لـترمذ | البيانات المناخية لـترمذ | البيانات المناخية لـترمذ | البيانات المناخية لـترمذ | البيانات المناخية لـترمذ | البيانات المناخية لـترمذ | البيانات المناخية لـترمذ | البيانات المناخية لـترمذ | البيانات المناخية لـترمذ | البيانات المناخية لـترمذ | البيانات المناخية لـترمذ | البيانات المناخية لـترمذ | البيانات المناخية لـترمذ | البيانات المناخية لـترمذ |
| الشهر | يناير                    | فبراير                   | مارس                     | أبريل                    | مايو                     | يونيو                    | يوليو                    | أغسطس                    | سبتمبر                   | أكتوبر                   | نوفمبر                   | ديسمبر                   | المعدل السنوي            |
| --- | ------------------------ | ------------------------ | ------------------------ | ------------------------ | ------------------------ | ------------------------ | ------------------------ | ------------------------ | ------------------------ | ------------------------ | ------------------------ | ------------------------ | ------------------------ |
| الدرجة القصوى °م (°ف) | 23.9 (75.0)              | 30.1 (86.2)              | 37.3 (99.1)              | 38.7 (101.7)             | 43.6 (110.5)             | 46.5 (115.7)             | 47.0 (116.6)             | 46.3 (115.3)             | 41.5 (106.7)             | 37.5 (99.5)              | 33.5 (92.3)              | 26.7 (80.1)              | 47.0 (116.6)             |
| متوسط درجة الحرارة الكبرى °م (°ف) | 10.4 (50.7)              | 13.2 (55.8)              | 18.9 (66.0)              | 26.6 (79.9)              | 32.8 (91.0)              | 38.0 (100.4)             | 39.7 (103.5)             | 38.0 (100.4)             | 32.8 (91.0)              | 25.8 (78.4)              | 18.8 (65.8)              | 12.1 (53.8)              | 25.6 (78.1)              |
| المتوسط اليومي °م (°ف) | 4.2 (39.6)               | 6.7 (44.1)               | 12.1 (53.8)              | 18.9 (66.0)              | 24.6 (76.3)              | 29.1 (84.4)              | 30.5 (86.9)              | 28.4 (83.1)              | 22.9 (73.2)              | 16.5 (61.7)              | 10.8 (51.4)              | 5.7 (42.3)               | 17.5 (63.5)              |
| متوسط درجة الحرارة الصغرى °م (°ف) | −0.3 (31.5)              | 1.6 (34.9)               | 6.5 (43.7)               | 12.1 (53.8)              | 16.5 (61.7)              | 19.9 (67.8)              | 21.5 (70.7)              | 19.4 (66.9)              | 14.1 (57.4)              | 8.8 (47.8)               | 4.8 (40.6)               | 1.0 (33.8)               | 10.5 (50.9)              |
| أدنى درجة حرارة °م (°ف) | −23.9 (−11.0)            | −21.7 (−7.1)             | −7.9 (17.8)              | −2.0 (28.4)              | −0.1 (31.8)              | 11.4 (52.5)              | 12.9 (55.2)              | 9.3 (48.7)               | 4.6 (40.3)               | −4.2 (24.4)              | −11.0 (12.2)             | −18.4 (−1.1)             | −21.7 (−7.1)             |
| الهطول مم (إنش) | 24.3 (0.96)              | 23.7 (0.93)              | 36.4 (1.43)              | 23.5 (0.93)              | 9.5 (0.37)               | 1.5 (0.06)               | 0.2 (0.01)               | 0.0 (0.0)                | 0.5 (0.02)               | 3.2 (0.13)               | 11.1 (0.44)              | 20.5 (0.81)              | 154.4 (6.09)             |
| متوسط أيام هطول الأمطار | 10                       | 11                       | 11                       | 8                        | 5                        | 1                        | 1                        | 0                        | 1                        | 3                        | 6                        | 9                        | 66                       |
| متوسط الأيام المثلجة | 4                        | 3                        | 1                        | 0.03                     | 0.1                      | 0                        | 0                        | 0                        | 0.03                     | 0.1                      | 1                        | 3                        | 12                       |
| متوسط الرطوبة النسبية (%) | 77                       | 71                       | 66                       | 57                       | 45                       | 36                       | 36                       | 38                       | 45                       | 53                       | 65                       | 76                       | 55                       |
| ساعات سطوع الشمس الشهرية | 139.5                    | 144.1                    | 189.1                    | 246.0                    | 334.8                    | 375.0                    | 384.4                    | 362.7                    | 315.0                    | 257.3                    | 195.0                    | 139.5                    | 3٬082٫4                  |
| ساعات سطوع الشمس اليومية | 4.5                      | 5.1                      | 6.1                      | 8.2                      | 10.8                     | 12.5                     | 12.4                     | 11.7                     | 10.5                     | 8.3                      | 6.5                      | 4.5                      | 8.4                      |
| المصدر #1: Centre of Hydrometeorological Service of Uzbekistan                                                                                               |                          |                          |                          |                          |                          |                          |                          |                          |                          |                          |                          |                          |                          |
| المصدر #2: Pogoda.ru.net (mean temperatures/humidity/snow days 1981–2010, record low and record high temperatures), الأرصاد الجوية الألمانية (sun 1961–1990) |                          |                          |                          |                          |                          |                          |                          |                          |                          |                          |                          |                          |                          |

## أعلام
- أبو عيسى محمد الترمذي
- الحكيم الترمذي